# Михайлов Михайло Ларіонович
Миха́йлов Михайло Ларіонович (4 (16) січня 1829, Оренбург — 3 (15) серпня 1865, Кадая, тепер Забайкальського краю РФ) — російський поет, перекладач і критик. Був особисто знайомий з Т. Шевченком

## Біографія
У 1860 року увійшов до складу редакції журналу «Современник». У 1861 році за поширення прокламації «До молодого покоління», написаної разом з М. Шелгуновим, був засланий на каторгу, де й помер. Соратник М. Чернишевського і М. Добролюбова.
Особисто був знайомий з Т. Шевченком, зустрічався з ним у Петербурзі після повернення Шевченка із заслання.

## Творчість
Друкуватися почав 1845 року. У повістях «Адам Адамич» (1851), «Мереживниця» (1852), романі «Перелітні птахи» (1854) засуджував кріпосницьку дійсність. Автор літературно-критичних та публіцистичних статей.
Прихильно ставився до української культури і мови, визвольних прагнень українського народу. Перекладав твори Т. Шевченка, написав рецензію на «Кобзар» 1860 року видання (журнал «Русское слово», 1860, № 4). На засланні вперше російською мовою повністю переклав Шевченків «Заповіт» (опублікований 1934 року).
Вірш Михайлова «Сміло, други!» 1905 року перекладений українською мовою.

## Українські переклади
- [Поезії]. В кн.: Грабовський П. Зібрання творів, т. 1. — К., 1959.